# Sälldalstjärnet
Sälldalstjärnet är en sjö i Melleruds kommun i Dalsland och ingår i Göta älvs huvudavrinningsområde. Sjön har en area på 0,117 kvadratkilometer och ligger 53,8 meter över havet.

## Delavrinningsområde
Sälldalstjärnet ingår i det delavrinningsområde (652955-130679) som SMHI kallar för Mynnar i Svanefjorden. Medelhöjden är 69 meter över havet och ytan är 1,42 kvadratkilometer. Räknas de 5 avrinningsområdena uppströms in blir den ackumulerade arean 30,73 kvadratkilometer. Vattendraget som avvattnar avrinningsområdet har biflödesordning 3, vilket innebär att vattnet flödar genom totalt 3 vattendrag innan det når havet efter 169 kilometer. Avrinningsområdet består mestadels av skog (79 procent) och öppen mark (12 procent). Avrinningsområdet har 0,13 kvadratkilometer vattenytor vilket ger det en sjöprocent på 8,9 procent.